# 堀岡駅
堀岡駅（ほりおかえき）は、富山県新湊市（現・射水市）堀岡にあった3つの富山地方鉄道射水線の駅（廃駅）の1つである。射水線の廃線に伴い1980年（昭和55年）4月1日に廃駅となった。

## 歴史

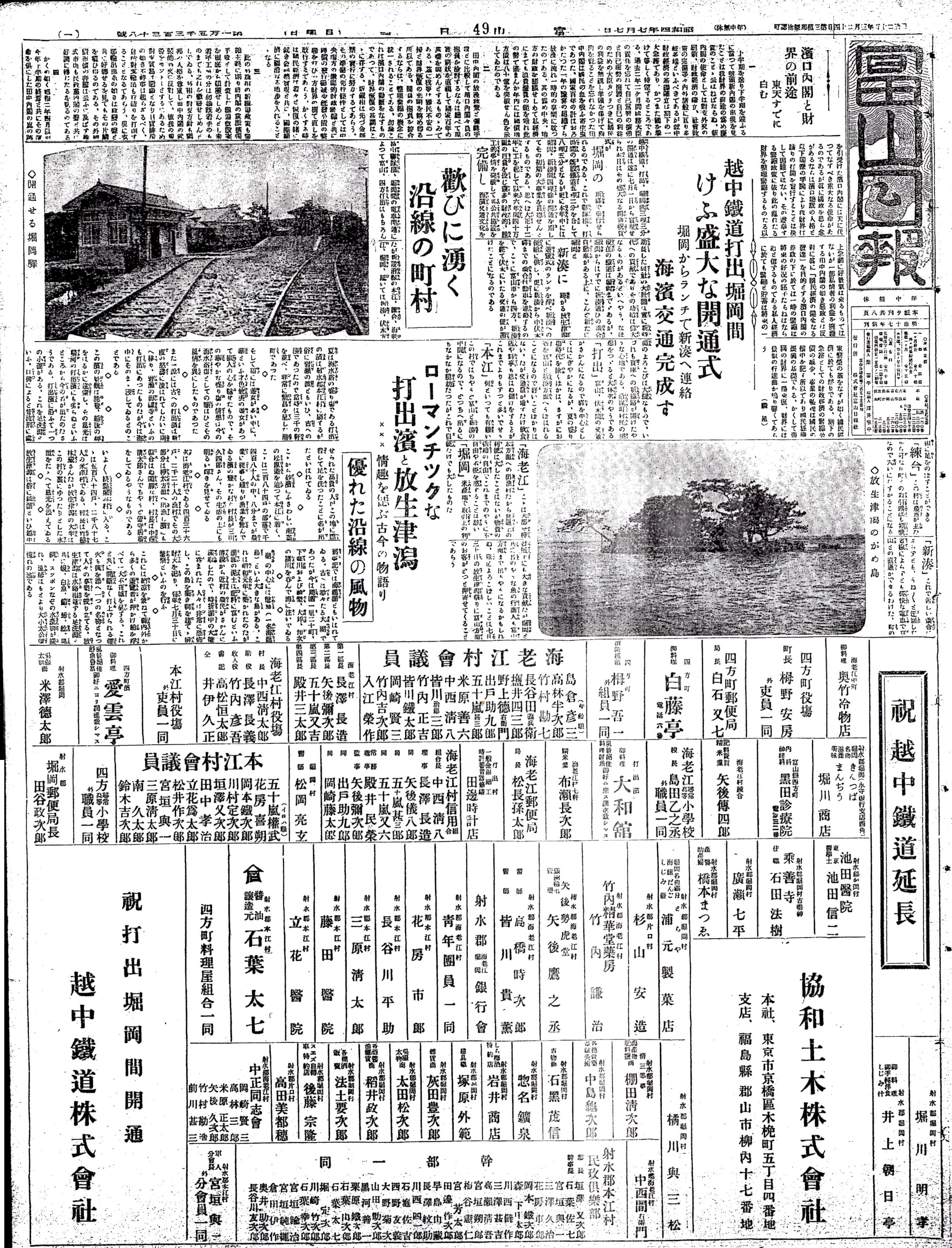
越中鉄道打出駅 - 堀岡駅間の開通を報ずる新聞。当駅の写真が掲載されている。

- 1929年（昭和4年）7月2日：越中鉄道打出浜駅（後の打出駅（2代目）） - 当駅間開通に伴い開業[1][2][3]。
- 1930年（昭和5年）12月23日：当駅から東新湊駅まで開通。
- 1943年（昭和18年）1月1日：交通統合により富山地方鉄道射水線の駅となる[1][2]。
- 1966年（昭和41年）
  - 4月5日：当駅 - 越ノ潟駅間の線路分断・廃止に伴い終着駅となる[2]。
  - 12月1日：当駅 - 新港東口駅間延伸開通（廃線区間の一部復活）に伴い中間駅となる[1][2]。
- 時期不詳：業務委託化[4]。
- 1980年（昭和55年）4月1日：射水線の廃線に伴い廃止となる[1][2]。

## 駅構造
廃止時点で、島式ホーム（片面使用）1面1線を有する地上駅であった。ホームは線路の北側（新港東口方面に向かって右手側）に存在した。かつては島式ホーム1面2線を有する列車交換可能な交換駅であった。使われなくなった駅舎側の1線は、交換設備運用廃止後は撤去された。
朝のみ有人、その他の時間帯は無人駅となる業務委託駅となっていた。駅舎は構内の北西側に位置しホームとは通路で連絡した。ホームに待合所代わりの上屋を有した。

## 駅周辺
- 堀岡郵便局
- 新湊市立堀岡小学校（現・射水市立堀岡小学校）
- 富山地方鉄道・射水市コミュニティバス「新港東口」停留所
- 富山県道232号堀岡小杉線
- 日本通運

## 駅跡
線路跡は四方駅跡南方附近から終点・新港東口駅附近までサイクリングロードとなっている。1997年（平成9年）時点では、線路跡はそのサイクリングロードであった。2006年（平成18年）時点、2010年（平成22年）時点でも同様であった。
駅跡地は2006年（平成18年）時点では駅舎跡が消防団の詰所となっていた。2010年（平成22年）時点では旧駅前部分が公園となっていた。

## 隣の駅
富山地方鉄道
射水線
射北中学校前駅 - 堀岡駅 - 新港東口駅